# Алексеев, Владимир Степанович
Владимир Степанович Алексеев (род. 24 апреля 1961, 23 апреля 1961 или 24 апреля 1964, Голодьки, Винницкая область) — российский военачальник, генерал-лейтенант. Первый заместитель начальника Главного разведывательного управления Генерального штаба Вооружённых сил Российской Федерации с 2011 года. Герой Российской Федерации (2017). Заслуженный военный специалист Российской Федерации.

## Биография
Родился 23 апреля 1961 года в селе Голодьки, Хмельникского района, Винницкой области УССР. 
По окончании средней школы поступил в Рязанское воздушно-десантное училище, которое окончил в 1984 году. 
Находился на должности начальника разведывательного управления Московского военного округа, затем — Дальневосточного военного округа. После был переведён в центральный аппарат Главного разведывательного управления Генерального штаба Вооружённых сил Российской Федерации.
До 2011 года занимал должность начальника 14-го управления ГРУ ГШ ВС РФ.
В 2011 году назначен начальником штаба — первым заместителем начальника Главного Управления. В ходе антитеррористической операции в Сирии командовал действиями военных разведчиков. 
В 2017 году указом Президента Российской Федерации генерал-лейтенанту Алексееву Владимиру Степановичу присвоено звание Героя Российской Федерации с вручением особого знака отличия — медали «Золотая Звезда».
24 июня 2023 года во время мятежа Пригожина заявил, что намерения мятежников — «удар в спину стране и президенту», который обладает исключительным правом назначать высший руководящий состав вооружённых сил, а потому мятежники «пытаются покуситься на его власть, это государственный переворот. <…> одумайтесь!». Позже участвовал в опубликованном разговоре с Пригожиным в Ростове-на-Дону, в ходе которого заявил в ответ на требование Пригожина предоставить ему начальника Генштаба Герасимова и министра обороны Шойгу: «Забирайте!».

## Санкции
- С 2016 года под санкциями США за «злонамеренные действия в киберпространстве»[4].

- С 2019 года находится под санкциями Евросоюза как ответственный за хранение, перевозку и применение отравляющего вещества «Новичок» 4 марта 2018 года в Солсбери[5][6][7][8].